# Бостанешти (Бакау)
Бостанешти (рум. Bostănești) насеље је у Румунији у округу Бакау у општини Деалу Мориј. Oпштина се налази на надморској висини од 297 m.

## Становништво
Према подацима из 2002. године у насељу је живело 5 становника, од којих су сви румунске националности.